# قرية مورافيا (نيويورك)
قرية مورافيا (بالإنجليزية: Moravia (village), New York)‏ هي منطقة سكنية تقع في الولايات المتحدة في مقاطعة كايوغا، نيويورك. يقدر عدد سكانها بـ 1,282 نسمة ومساحتها 4.5 كم2 وترتفع عن سطح البحر 224 متر.

## التركيبة السكانية
حدّد مكتب تعداد الولايات المتحدة بيانات التركيبة السكانية لقرية مورافيا في تعداد الولايات المتحدة. في ما يلي، التركيبة السكانية حسب تعدادي 2000 و2010.

### تعداد عام 2000
بلغ عدد سكان قرية مورافيا 1,363 نسمة بحسب تعداد عام 2000، وبلغ عدد الأسر 542 أسرة وعدد العائلات 339 عائلة مقيمة في القرية. في حين سجلت الكثافة السكانية 304.9 نسمة لكل كيلومتر مربع (789.7/ميل2). وبلغ عدد الوحدات السكنية 592 وحدة بمتوسط كثافة قدره 132.4 لكل كيلومتر مربع (342.9/ميل2).
وتوزع التركيب العرقي للقرية بنسبة 98.39% من البيض و0.29% من الأمريكيين الأفارقة و0.15% من الأمريكيين الأصليين و0.29% من الأمريكيين ذوي الأصول الآسيوية و0.88% من عرقين مختلطين أو أكثر و0.37% من الهسبانيون أو اللاتينيون من أي عرق.
بلغ عدد الأسر 542 أسرة كانت نسبة 34.9% منها لديها أطفال تحت سن الثامنة عشر تعيش معهم، وبلغت نسبة الأزواج القاطنين مع بعضهم البعض 46.9% من أصل المجموع الكلي للأسر، ونسبة 10.7% من الأسر كان لديها معيلات من الإناث دون وجود شريك، بينما كانت نسبة 5% من الأسر لديها معيلون من الذكور دون وجود شريكة وكانت نسبة 37.5% من غير العائلات. تألفت نسبة 30.3% من أصل جميع الأسر من عدة أفراد يعيشون في نفس المنزل ونسبة 18.3% كانت تتألف من شخص يعيش بمفرده يبلغ من العمر 65 عاماً أو أكثر. وبلغ متوسط حجم الأسرة المعيشية 2.45، أما متوسط حجم العائلات فبلغ 3.05.
بلغ العمر الوسطي للسكان 38.2 عاماً. وكانت نسبة 27.4% من القاطنين تحت سن الثامنة عشر، وكانت نسبة 6.5% بين الثامنة عشر والرابعة والعشرين عاماً، ونسبة 25.7% كانت واقعةً في الفئة العمرية ما بين الخامسة والعشرين والرابعة والأربعين عاماً، ونسبة 22.2% كانت ما بين الخامسة والأربعين والرابعة والستين، ونسبة 15.7% كانت ضمن فئة الخامسة والستين عاماً فما فوق. يوجد لكل 100 أنثى 87.6 ذكر، ويوجد لكل 100 أنثى في الثامنة عشر من عمرها فما فوق 83.5 ذكر.
بلغ متوسط دخل الأسرة في القرية 33,864 دولارًا، أما متوسط دخل العائلة فبلغ 41,513 دولارًا. وكان متوسط دخل الذكور 30,625 دولارًا مقابل 23,264 دولارًا للإناث. وسجل دخل الفرد الخاص بالقرية 16,447 دولارًا. وكانت نسبة 4.8% من العائلات ونسبة 9.2% من السكان تحت خط الفقر، وكان من هؤلاء نسبة 12% تحت سن الثامنة عشر ونسبة 6.6% في الخامسة والستين من العمر وما فوق.

### تعداد عام 2010
بلغ عدد سكان قرية مورافيا 1,282 نسمة بحسب تعداد عام 2010، وبلغ عدد الأسر 531 أسرة وعدد العائلات 316 عائلة مقيمة في القرية. في حين سجلت الكثافة السكانية 286.8 نسمة لكل كيلومتر مربع (742.8/ميل2). وبلغ عدد الوحدات السكنية 595 وحدة بمتوسط كثافة قدره 133.1 لكل كيلومتر مربع (344.7/ميل2).
وتوزع التركيب العرقي للقرية بنسبة 97.82% من البيض و0.55% من الأمريكيين الأفارقة و0.31% من الأمريكيين الأصليين و0.08% من سكان جزر المحيط الهادئ و0.78% من الأعراق الأخرى و0.47% من عرقين مختلطين أو أكثر و1.09% من الهسبانيون أو اللاتينيون من أي عرق.
بلغ عدد الأسر 531 أسرة كانت نسبة 30.7% منها لديها أطفال تحت سن الثامنة عشر تعيش معهم، وبلغت نسبة الأزواج القاطنين مع بعضهم البعض 44.3% من أصل المجموع الكلي للأسر، ونسبة 10.7% من الأسر كان لديها معيلات من الإناث دون وجود شريك، بينما كانت نسبة 4.5% من الأسر لديها معيلون من الذكور دون وجود شريكة وكانت نسبة 40.5% من غير العائلات. تألفت نسبة 33% من أصل جميع الأسر من عدة أفراد يعيشون في نفس المنزل ونسبة 18.5% كانت تتألف من شخص يعيش بمفرده يبلغ من العمر 65 عاماً أو أكثر. وبلغ متوسط حجم الأسرة المعيشية 2.36، أما متوسط حجم العائلات فبلغ 3.02.
بلغ العمر الوسطي للسكان 42.6 عاماً. وكانت نسبة 21.2% من القاطنين تحت سن الثامنة عشر، وكانت نسبة 9% بين الثامنة عشر والرابعة والعشرين عاماً، ونسبة 23.4% كانت واقعةً في الفئة العمرية ما بين الخامسة والعشرين والرابعة والأربعين عاماً، ونسبة 26.5% كانت ما بين الخامسة والأربعين والرابعة والستين، ونسبة 19.8% كانت ضمن فئة الخامسة والستين عاماً فما فوق. وتوزع التركيب الجنسي للسكان بنسبة 48.1% ذكور و51.9% إناث.

## أعلام
- كيت ستيفنز